# Theodor Herzog
Theodor Carl Julius Herzog (* 7. Juli 1880 in Freiburg im Breisgau; † 6. Mai 1961 in Jena) war ein deutscher Botaniker, Bryologe und Hochschulprofessor. Sein offizielles botanisches Autorenkürzel lautet „Herzog“. 

## Leben und Wirken
Herzog studierte in Freiburg, Zürich, und München bei Ludwig Radlkofer. In München folgte die Promotion im Jahr 1903. 1907 habilitierte er in Zürich bei Carl Schroeter.
Ab 1914 lehrte er an der Universität München zunächst als Privatdozent, ab 1920 als außerordentlicher Professor und erhielt 1925 einen Ruf an die Universität Jena als Ordinarius für Spezielle Botanik.
Herzog unternahm bedeutende Forschungsreisen nach Sardinien (1904 und 1906), Ceylon (1905–1906) und Südamerika, dort vor allem Bolivien und Nord-Argentinien (1907–1908, 1910–1912).

## Ehrungen
1955 verlieh ihm die Universität Greifswald die Ehrendoktorwürde. Nach Herzog benannt sind die Moosgattungen Herzogiella, Herzogobryum und die Blütenpflanzengattung Oreoherzogia W.Vent aus der Familie der Kreuzdorngewächse (Rhamnaceae).

## Schriften
- 1903: Anatomisch-systematische Untersuchungen des Blattes der Rhamneen aus den Trieben: Ventilagineen, Zizypheen und Rhamneen. Dissertation.
- 1910: Reisebilder aus Ost-Bolivia. 37 S. in: Neujahrsblatt der Naturforschenden Gesellschaft in Zürich; 112. Zürich, Beer.
- 1916: Die Bryophyten meiner zweiten Reise durch Bolivia. Mit Nachtr. 1916–1920. 378 S., 353 Fig., 9 Tafeln.
- 1923: Die Pflanzenwelt der bolivianischen Anden und ihres östlichen Vorlandes. (Vegetation der Erde, 15). 258 S., 25 Fig., 3 Karten.
- 1925: Bergfahrten in Südamerika. 212 S. 3 Karten, 11 Tafeln, 32 Abb. auf 16 Kunstdrucktafeln + 2 Panoramen auf 1 Falttafel. Stuttgart, Strecker & Schröder.
- 1926: Geographie der Moose. 556 S., 151 Fig., 8 Tafeln. Jena.
- 1940: Die Pflanzenwelt Jenas[2]
- 1958: Botanische Leckerbissen. Berichte der Bayerisch Botanischen Gesellschaft 32: 5–24. München.